# باغ شاهزاده ماهان

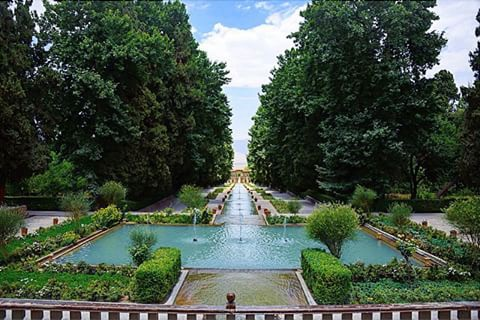
نمایی از باغ شاهزادهِ ماهان در فصل بهار

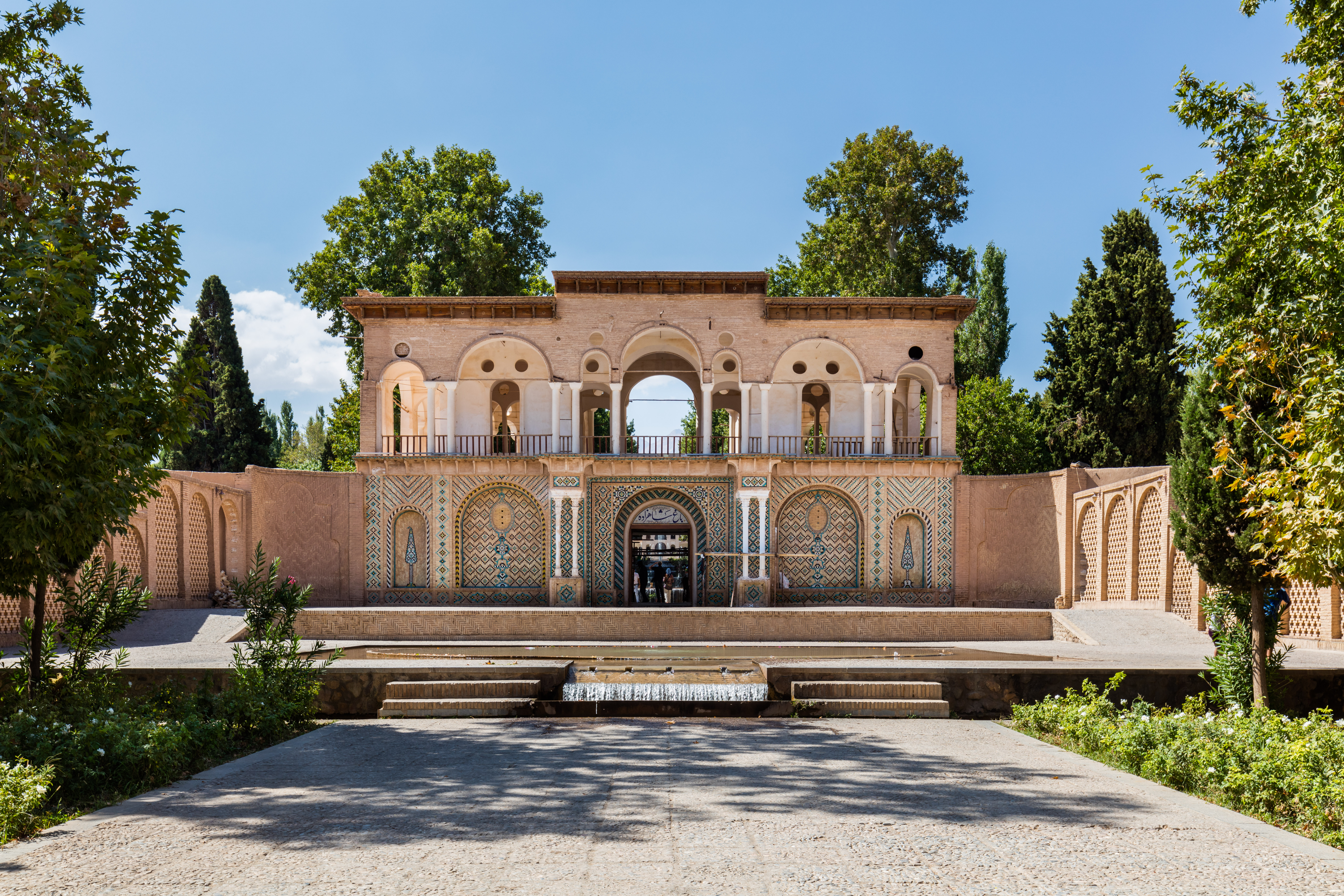
نمایی از عمارت ورودی باغ شاهزاده

باغ شاهزادهِ ماهان یا باغ شازدهِ ماهان یکی از باغ‌های تاریخی ایران به‌شمار می‌رود. این باغ در حدود ۲ کیلومتری شهر ماهان و در نزدیکی شهر کرمان و در دامنه کوه‌های تیگران جای گرفته و مربوط به پایان دوره قاجاریه است. این باغ در مختصات جغرافیایی ۳۰ درجه و ۱ دقیقه عرض شمالی و ۵۷ درجه و ۱۷ دقیقه طول شرقی قرار گرفته و بلندای آن از سطح دریای آزاد ۲۰۲۰ متر است. این اثر در تاریخ ۱۴ آبان ۱۳۵۳ با شمارهٔ ثبت ۱۰۱۲ به‌عنوان یکی از آثار ملی ایران به ثبت رسیده است و در سال ۲۰۱۱ در نشست سی و پنجم میراث جهانی یونسکو به همراه هشت باغ ایرانی دیگر در فهرست میراث جهانی یونسکو به ثبت جهانی رسید.

## پیشینه
این باغ نخست به دستور محمدحسن خان سردار ایروانی حاکم وقت کرمان ساخته شد و بنای درون آن بعدها توسط عبدالحمید میرزا ناصرالدوله حاکم کرمان طی یازده سال حکمرانی وی (۱۲۹۸ ه‍.ق تا ۱۳۰۹ ه‍.ق) ساخته شد. با این همه، با مرگ وی ساخت بنای آن نیمه ساخته رها شد. گفته می‌شود وقتی خبر مرگ ناگهانی حاکم را به ماهان می‌برند، بنّایی که مشغول تکمیل سردر ساختمان بود تغار گچی را که در دست داشته محکم به دیوار کوبیده و کار را رها کرده و فرار نموده است. به همین علت جاهای خالی کاشی‌ها را بر سردر ورودی می‌توان دید. تاریخ بنای باغ ۱۲۷۶خورشیدی است.

## ویژگی‌ها
این باغ مساحتی نزدیک به ۳/۵ هکتار دارد. دو مجموعه شرقی و غربی دارد. کوشک یا همان عمارت‌های آن بسیار زیباست و به صورت دو اشکوب ساخته شده است و سر در آن از معماری زیبایی برخوردار است که آن را از سایر باغ‌های ایرانی برجسته می‌سازد. در باغ فواره‌ها یا آبفشانهایی نیز وجود دارد که در درازنای باغ قرار دارند و از زیباترین فواره‌های باغ‌های ایرانی هستند. فواره‌های باغ شاهزاده بر پایه نیروی اختلاف ارتفاع کارکرد دارند. درازای باغ شاهزاده کرمان ۴۰۷ متر و پهنای آن ۱۲۲ متر است، و از این رو یکی از بزرگ‌ترین و زیباترین باغ تاریخی کویری ایرانی محسوب می‌شود. این باغ در بیشتر سال و به ویژه در فصل تابستان و بهار بازدیدکنندگان پرشماری دارد.
جای گرفتن در جاده گذری کرمان به بم و در مسیر جاده کهن ابریشم از عواملی است که این محل را برای احداث یک باغ اشرافی مناسب ساخته است. باغ شاهزاده به گونه‌ای ساخته شده که بیشینهٔ دید از چشم‌اندازهای درونی را بسان زیر فراهم می‌سازد:
هنگام ورود، به ویژه در طبقه بالایی سردر خانه بجز نماها و چشم‌اندازهای بیرونی باغ، چشم‌انداز چهارباغ و در جهت وارون بر آن و چشم‌انداز کوه را ممکن می‌سازد. این چشم‌اندازهای دیدنی یعنی دیدن جوش و خروش آب، حوضچه‌ها و آبشارها هر کدام به نوبه خود تأکیدی بر محورهای عمود بر محور اصلی دارند و همراه با آرایش گیاهی چشم‌اندازهای درونی بی‌مانندی را به دست می‌دهند.
در این باغ درختان میوه گوناگونی به چشم می‌خورند و در جلوی عمارت هم حوض‌ها و فواره‌ها آب‌نمای زیبایی را تشکیل داده‌اند. آب باغ از رودخانه کوچک تیگران فراهم می‌شود. مسعودی بنای این باغ را از جنبه‌های مختلف معماری و نقش آب در آن بررسی کرده است.

## معماری
این باغ از نمونه باغ تخت‌های ایرانی است و در زمینی مستطیلی شکل به مساحت پنج و نیم هکتار بنا شده و دارای سردر ورودی بسیار زیبایی است. بناهای باغ عبارتند از کوشک اصلی یعنی سکونتگاه دائمی یا فصلی مالک که در انتهای سربالایی باغ قرار دارد. سردر خانه در ورودی باغ به صورت بنایی خطی جبهه ورودی باغ را اشغال کرده و در دو طبقه بنا گردیده است. طبقه بالای این سردر دارای اتاق‌هایی است که برای زندگی و پذیرایی پیش‌بینی شده‌اند. سایر بناهای خدماتی باغ از حصار اصلی استفاده نموده و به صورت دیواری مرکب بناهای مختلف خدماتی را در نقاط مناسب در خود جا داده است. این باغ علاوه بر سردر، شامل عمارت شاه‌نشین و حمام نیز می‌باشد. در حال حاضر قسمت شاه‌نشین، به یک رستوران تبدیل شده و توسط بخش خصوصی اداره می‌شود.

## ثبت جهانی
این باغ یکی از ۹ باغ ایرانی است که در سال ۱۳۹۰ در فهرست آثار جهانی یونسکو به ثبت رسید و اطلاعات این باغ از طرف یونسکو به ۳۵ زبان ترجمه و در نقشه گردشگری یونسکو قرار گرفته است.
باغ شاهزاده در تاریخ سی ام تیرماه ۱۳۹۰ به ثبت جهانی یونسکو رسیده است.
در زمستان ۱۳۹۲ خبری منتشر شد در این خصوص که با هشدار رسمی یونسکو به سازمان میراث فرهنگی، در صورت تملک بخشهایی از این باغ توسط بخش خصوصی و تبدیل عمارت‌هایی از آن به اقامتگاه‌های گردشگران و مسافران، یونسکو اقدام به خروج نام این باغ از فهرست جهانی خود می‌نماید. در بیانیه یونسکو اعلام شده است که هرگونه تغییر و بازسازی اماکن تاریخی ثبت جهانی شده باید زیر نظر این سازمان و با اجازه آن انجام شود که حضور بخش خصوصی در بخش‌هایی از این باغ، از جمله موارد نقض این قانون محسوب می‌شود.